# 7833 Nilstamm
7833 Nilstamm este un asteroid din centura principală de asteroizi.

## Descriere
7833 Nilstamm este un asteroid din centura principală de asteroizi. A fost descoperit pe 19 martie 1993 la Observatorul La Silla în cadrul programului UESAC. Asteroidul prezintă o orbită caracterizată de o semiaxă mare de 2,33 ua, o excentricitate de 0,20 și o înclinație de 2,8° în raport cu ecliptica.